# 에드먼드 해밀턴

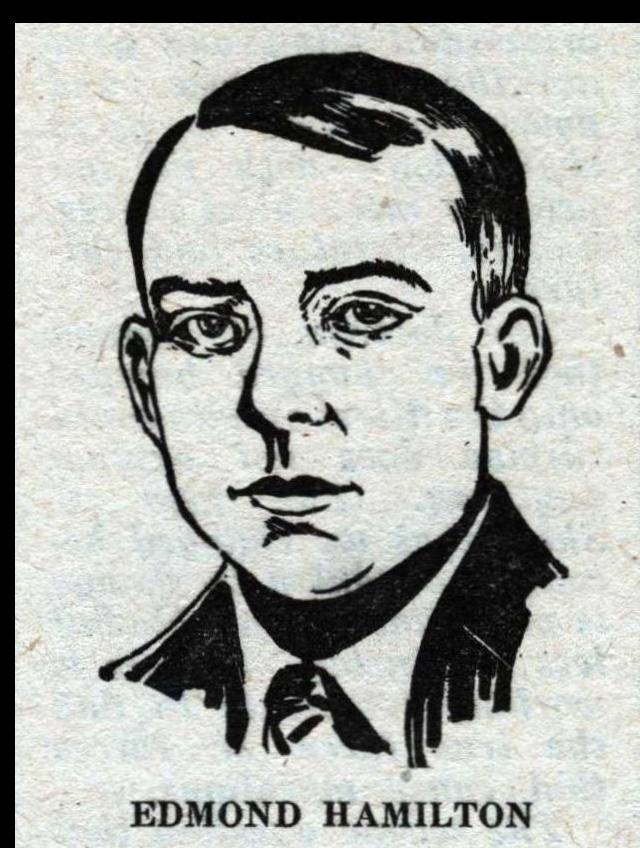

에드먼드 무어 해밀턴(Edmond Moore Hamilton, 1904년 10월 21일 ~ 1977년 2월 1일)은 20세기 중반에 활동한 미국의 과학소설가이다.